# Nadia Muscialini
Nadia Muscialini (Milano, 18 luglio 1966) è una psicologa, psicoanalista e attivista italiana.

## Biografia
Tra le massime esperte italiane di lotta alla violenza di genere, lavora dal 1993 presso il Servizio Sanitario Nazionale dove si è sempre occupata della salute e della tutela del benessere di donne e minori che accedevano ai presidi ospedalieri. Si occupa prevalentemente della prevenzione e del contrasto alla violenza contro donne e bambini; per il suo impegno ha ricevuto diversi riconoscimenti istituzionali per la sua attività.
Unisce l’attività di scrittrice alla lotta quotidiana contro ogni forma di violenza di genere attraverso la prevenzione, la lotta contro gli stereotipi e la creazione di percorsi di uscita per le vittime.
Ha collaborato alla creazione e realizzazione di diversi sportelli antiviolenza sia sul territorio che online. 
Promuove in qualità di organizzatrice e di responsabile scientifico corsi di formazione, convegni ed eventi culturali di informazione e sensibilizzazione sulla tematica della violenza di genere. Già docente presso la Scuola di Specializzazione in Psichiatria della Facoltà di medicina e Chirurgia dell’Università Bicocca di Milano e il Corso di laurea Infermieristica, Facoltà di Medicina e Chirurgia dell’Università degli Studi di Milano
Ha partecipato al Progetto di Ricerca Scientifica Nazionale per la Diagnosi e la Psicoterapia dei disturbi di personalità promosso dal Ministero dell’Università e della Ricerca Scientifica e Tecnologica. Si è occupata degli aspetti psicologici dell’interruzione di gravidanza nel secondo trimestre a seguito di diagnosi di grave patologia fetale e della identificazione precoce dei segnali di disagio psichico, già a partire dalla gravidanza e nel post partum, e quindi della prevenzione precoce dei disturbi mentali e dell’umanizzazione dell'assistenza ospedaliera. 
Ha fondato e diretto fino al 2015 "Soccorso Rosa", centro antiviolenza in difesa di donne e bambini vittime di violenza domestica presso l'ospedale San Carlo Borromeo di Milano, e la "Onlus Soccorso Rosa", con la quale ha realizzato il progetto "Di Pari Passo", un percorso di educazione contro gli stereotipi e la violenza di genere nelle scuole secondarie di primo e secondo grado in tutta Italia. "Di Pari Passo" ha ricevuto la medaglia di riconoscimento della Presidenza della Repubblica.
Ha partecipato al Progetto di Ricerca Scientifica Nazionale per la Diagnosi e la Psicoterapia dei disturbi di personalità promosso dal Ministero dell’Università e della Ricerca Scientifica e Tecnologica.
Ha collaborato con Regione Lombardia per la definizione e stesura della legge regionale sul contrasto e prevenzione della violenza contro le donne (giugno 2012).
Ha ideato,  realizzato e collaborato con diversi partner, impegnati nel contrasto alla violenza contro donne bambine.  a diverse campagne e progetti nazionali di prevenzione e contrasto della violenza di genere quali: Tessitrici contro la violenza, Uomini che amano le donne, no more tears,   femmes courage, mettici il cuore, Assistenza alle mamme vittime di violenza, mostra il segno del tuo sdegno.
Ha formato gli operatori umanitari dei consolati dell'America latina e dei Caraibi di Milano e le referenti del progetto Aisha per la tutela delle donne mussulmane.
È membro della rete nazionale Frida su Disabilità e violenza.
Fa parte del tavolo del Ministero delle Pari Opportunità per la definizione delle linee guida nazionali di assistenza sanitaria delle donne vittime di violenza.
Attualmente è responsabile del Progetto Codice Rosa del Cav dell'ospedale Vittore Buzzi di Milano a tutela delle donne in gravidanza e delle mamme che subiscono violenza.
Nel corso della pandemia si è occupata dell'impatto psicologico sugli operatori sanitari, chiamati a gestire una situazione 
così complicata da compromettere il loro stesso equilibrio mentale.

## Pubblicazioni
- Maternità difficili. Psicopatologia e gravidanza: dalla teoria alla pratica clinica (FrancoAngeli, 2010)
- Di Pari Passo, percorso educativo contro la violenza di genere (Settenove, 2013)
- In dialogo, riflessioni a 4 mani sulla violenza domestica (Settenove, 2017)
- Il Guaritore Infetto (Meridiana ,2021)

| Controllo di autorità | VIAF (EN) 121892245 · ISNI (EN) 0000 0000 8043 9056 · SBN MILV187552 · LCCN (EN) n2012184543 · GND (DE) 141647280 |